# Branica (Suszec)
Branica – przysiółek wsi Suszec  w Polsce, położony przy drodze wojewódzkiej nr 935 w województwie śląskim, w powiecie pszczyńskim, w gminie Suszec.
W latach 1975–1998 przysiółek administracyjnie należał do województwa katowickiego. Przysiółek wchodzi w skład sołectwa Suszec. Wierni kościoła rzymskokatolickiego należą do parafii św. Stanisława Biskupa i Męczennika w Suszcu. W mieście znajduje się Szkoła Podstawowa im. Janusza Korczaka.

## Branicka Maryjka
Na Branicy, przy drodze Suszec-Kobiór stoi figurka przedstawiająca Matkę Boską z Dzieciątkiem.

## Zdjęcia

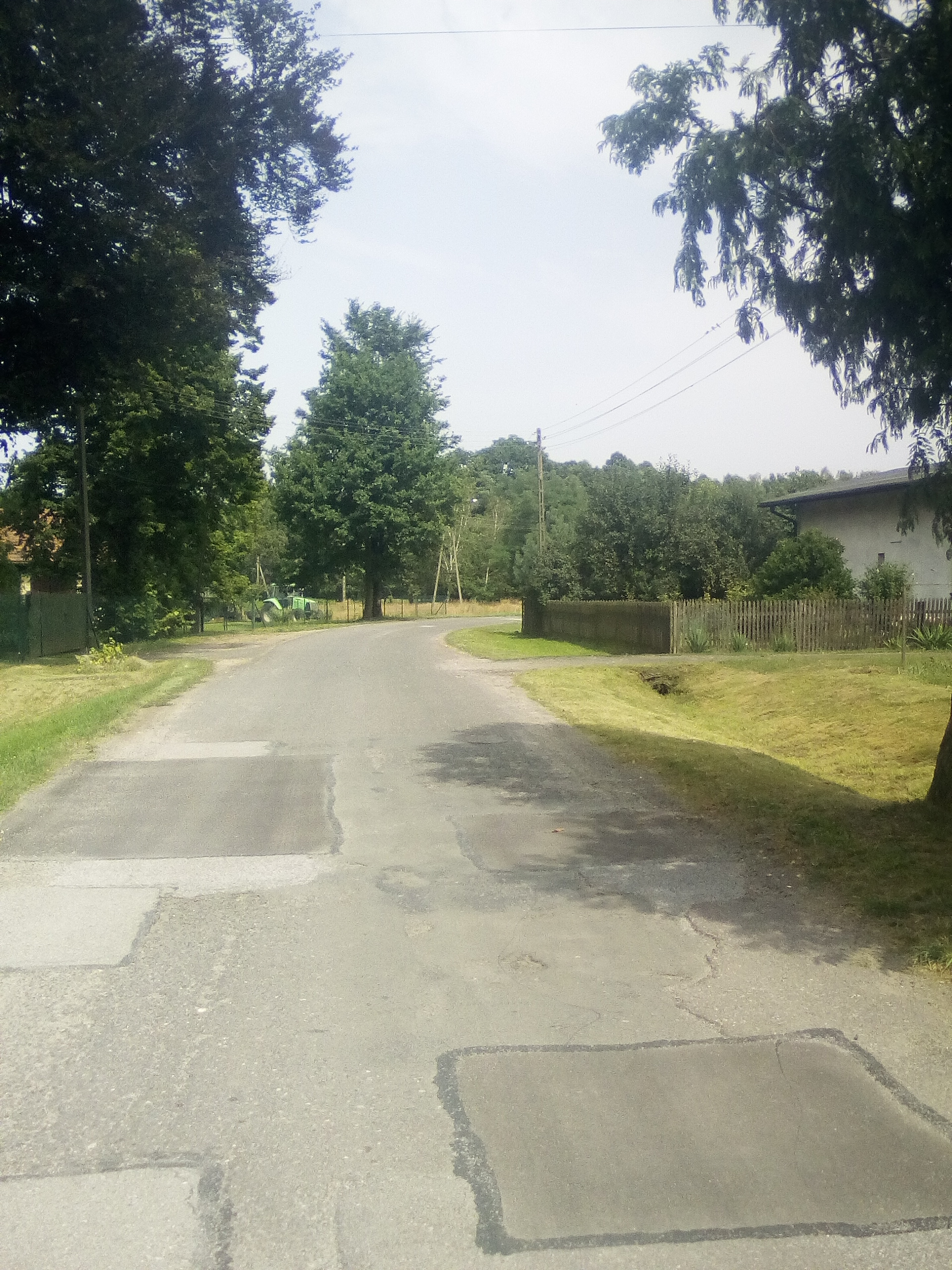
Branica ze strony lasu.
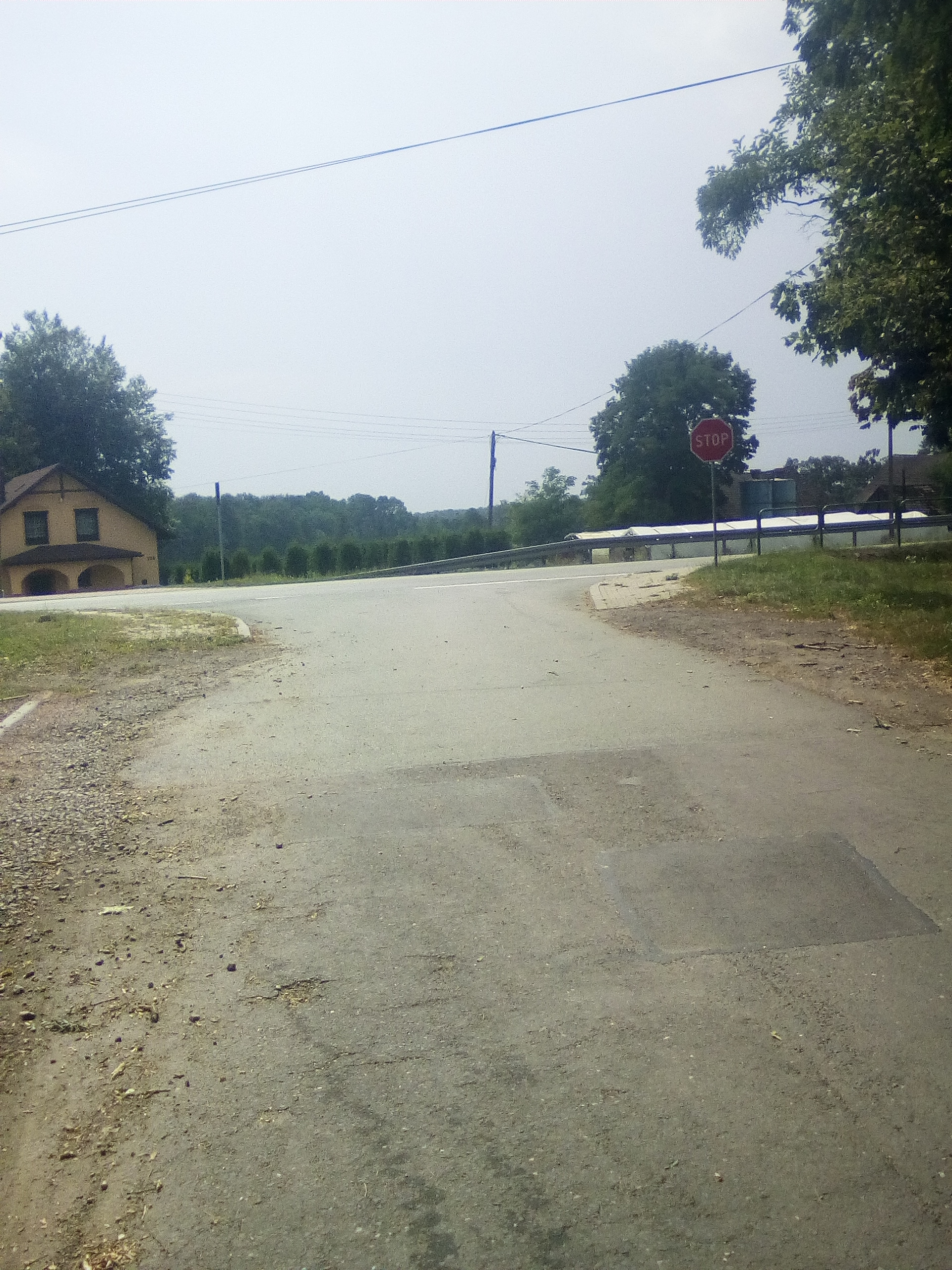
Wjazd ze strony ulicy Pszczyńskiej.
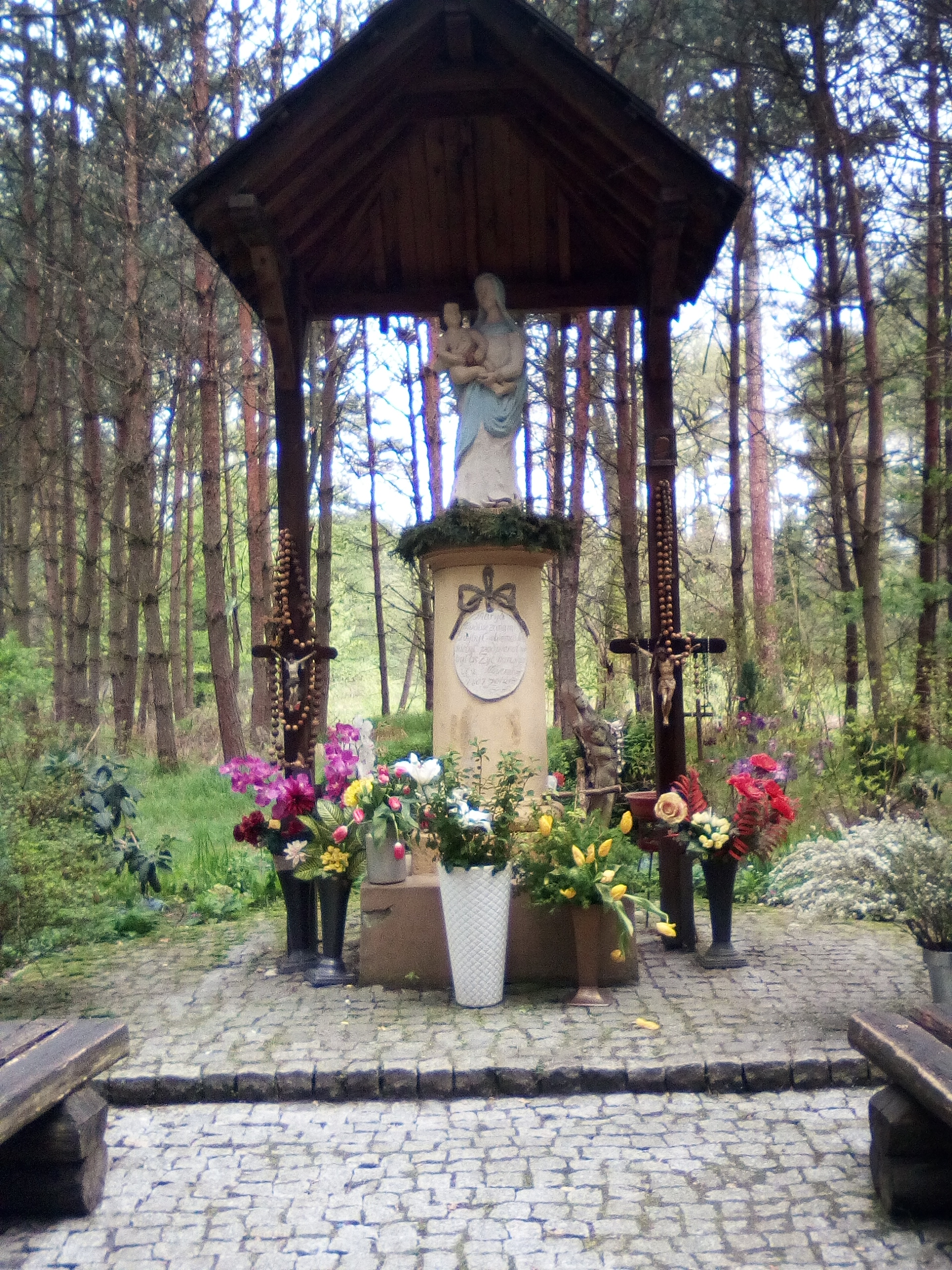
Maryjka Branicka
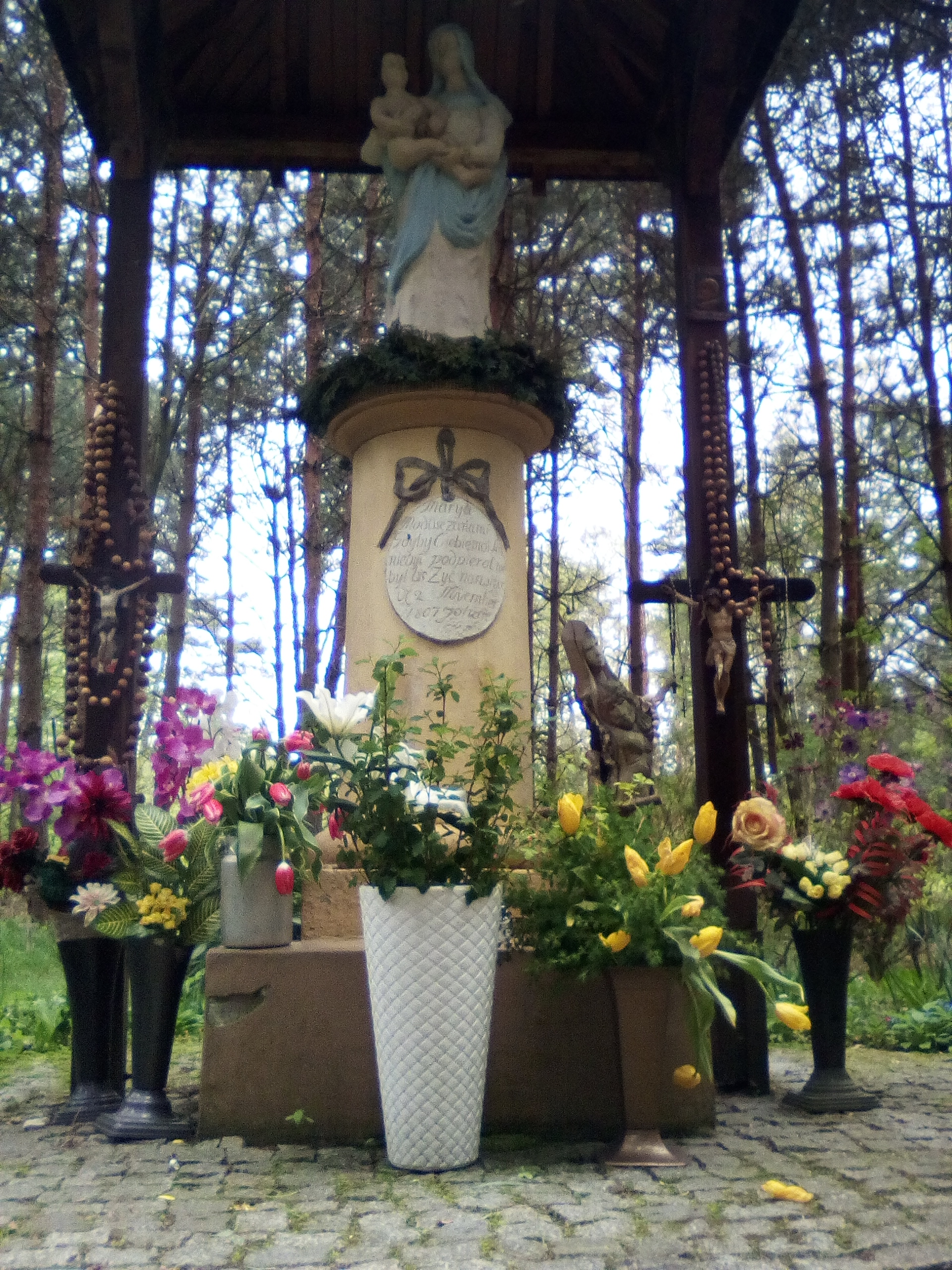
Maryjka Branicka
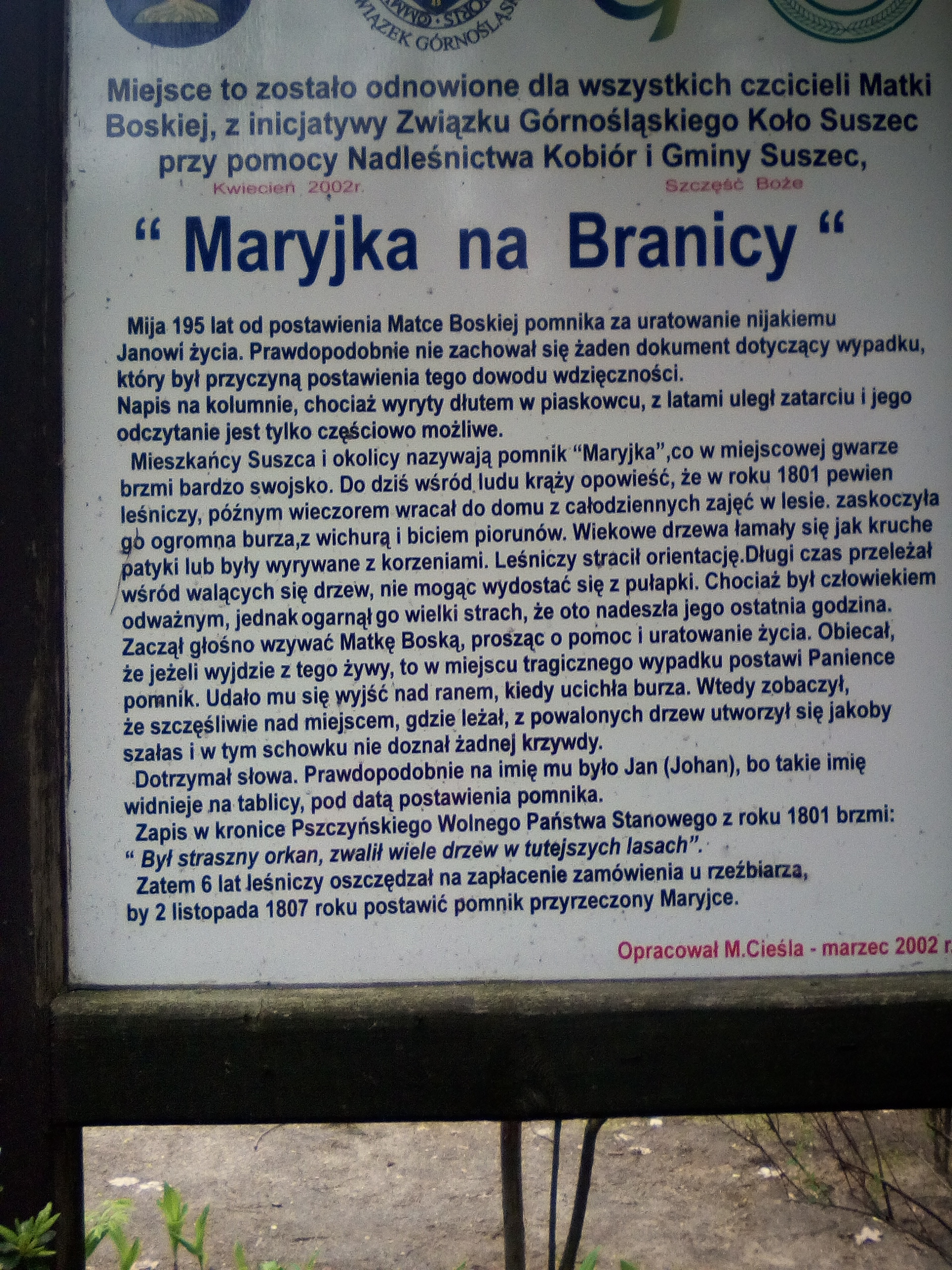
Maryjka Branicka – historia.